# Beyenu Degefa
Beyenu Degefa (12 de julio de 1999) es una deportista de Etiopía que compite en atletismo. Ganó una medalla de oro en el Campeonato Mundial de Atletismo Sub-20 de 2016, en la prueba de 3000 m.